# Most Lwowski w Rzeszowie
Most Lwowski – most przez Wisłok w Rzeszowie, łączący śródmiejską aleję Piłsudskiego z pobicińską ulicą Lwowską.
Pierwszy most w tym rejonie powstał przed 1605 r. Był on prawdopodobnie zlokalizowany u wylotu obecnej głównej alei starego cmentarza. Na początku XVIII w. drewniany most ulokowano w obecnym miejscu - pomiędzy ulicami: Piłsudskiego i Lwowską. Przetrwał on do 1815 r., kiedy to został porwany przez wielką powódź. Most odbudowano jako kamienny, z jednym filarem na środku rzeki. Służył on jednak jedynie kilka lat. Kolejną, tym razem żelazną, przeprawę wybudowali Austriacy około 1860 r. Most ten został wysadzony przez wycofujące się wojska rosyjskie 19 maja 1915 r. Do jego odbudowy przystąpiono już po odzyskaniu niepodległości. Nowy most, wykonany z żelbetu został zaprojektowany przez inż. Skoczyńskiego. Uroczyste jego otwarcie miało miejsce 21 maja 1928 r., z udziałem gen. Andrzeja Galicy i starosty Artura Fridricha. Most służył mieszkańcom do II wojny światowej. We wrześniu 1939 r. został uszkodzony podczas próby wysadzenia go przez Wojsko Polskie. Niemieckie władze okupacyjne szybko uszkodzenie naprawiły, wzmacniając most dodatkowym drewnianym filarem. W takim kształcie funkcjonował on do 1 sierpnia 1944 r., kiedy to został wysadzony przez wycofujące się oddziały Wehrmachtu. Po wojnie na jego miejscu ulokowano tymczasowy drewniany most, który służył aż do wybudowania nowej stałej przeprawy w 1962 roku.